# Vlădeni (Botoșani)
Pour les articles homonymes, voir Vlădeni.
Vlădeni est une commune du județ de Botoșani en Roumanie.